# Hylaeus hellenicus
Hylaeus hellenicus är en biart som beskrevs av Dathe 2000. Hylaeus hellenicus ingår i släktet citronbin, och familjen korttungebin. Inga underarter finns listade i Catalogue of Life.